# اتوزم ای‌زد-۱
اتوزم ای‌زد-۱ (به انگلیسی: Autozam AZ-1) که با کد فریم (PG6SA) شناخته می‌شود، یک خودروی اسپورت با موتور وسط کلاس کی است که توسط مزدا با نام تجاری اتوزم طراحی و تولید شده است. همچنین سوزوکی بخش طراحی را فراهم کرد.
ای‌زد-۱ که از اکتبر ۱۹۹۲ تا اکتبر ۱۹۹۴ تولید شد، به دلیل وجود درهای گالوینگ مورد توجه قرار گرفت. نیرو از همان موتور ۶۵۷ سی‌سی توربوشارژ سوزوکی استفاده می‌شد که توسط سوزوکی آلتو استفاده می‌شد که ۶۴ اسب بخار متری (۴۷ کیلووات) در ۶۵۰۰ دور در دقیقه و ۸۵ نیوتن متر ۸۵ نیوتن متر (۶۳ پوند-فوت) در ۴۰۰۰ دور در دقیقه تولید می‌کرد.
سوزوکی بعداً نشان مهندسی شده خود را با نام سوزوکی کارا (به انگلیسی: Suzuki Cara) (PG6SS) تولید کرد.

## تاریخچه

### پیش تولید

#### نمونه‌های اولیه سوزوکی
پیشنهاد ای‌زد-۱ به سال ۱۹۸۵ بازمی‌گردد، زمانی که سوزوکی آراس/۱ را به عنوان یک پروژه خودروی اسپورت موتور وسط برای تولید حجم تولید کرد. طراحی سوزوکی برای نمایشگاه خودروی توکیو یک خودروی کاملاً کاربردی با توزیع وزن جلو/عقب ۴۵:۵۵ بود، که از موتور موتور ۱/۳ لیتری جی۱۳بی تغییر یافته استفاده می‌کرد که از کالتوس جی‌تی‌آی قرض گرفته شده بود.
این امر توسط تاتسومی فوکوناگا با طراحی آراس/۳ که برای نمایشگاه خودروی توکیو ۱۹۸۷ رونمایی شد، دنبال شد. این نسخه از خودرو بسیاری از ویژگی‌های طراحی قبلی خود را حفظ کرد، اما بسیاری از ویژگی‌های طراحی آن برای مطابقت با قوانین ایمنی ژاپن و همچنین برای عملی بودن اصلاح شد. با این حال، این پروژه به نفع پروژه رودستری که آنها روی آن کار می‌کردند، که بعداً کاپوچینو نام گرفت، رها شد.
تیم طراحی مزدا به رهبری توشیهیکو هیرای که مسئولیت ام‌ایکس-۵ را نیز بر عهده داشت، با وجود داشتن بودجه و ظرفیت محدود، پروژه طراحی را بر عهده گرفت.

#### نمونه‌های اولیه مزدا
خودروهای باز طراحی شده در قاب لوله‌ای با کف و دیوارپوش‌ها ساخته شده از لانه‌زنبوری آلومینیومی ساخته شده‌اند و در سه سبک بدنه مختلف از فایبرگلاس ساخته شده‌اند. این خودروها بر اساس مقررات خودروی کی در آن زمان ساخته می‌شدند (حداکثر طول ۱۲۶ اینچ (۳٬۲۰۰ میلیمتر)، حداکثر حجم موتور ۵۵۰ سی‌سی)، تا زمانی که این خودرو برای مارس بعد تغییر کرد، از این رو نام مدل آن، ای‌زد-۵۵۰ اسپورت است.
اولین بار در سال ۱۹۸۹ در نمایشگاه خودروی توکیو با نام ای‌زد-۵۵۰ با سه نسخه معرفی شد.
تیپ A یک خودروی اسپورت قرمز با چراغ‌های پاپ آپ، دریچه هوای جلو و درهای گالوینگ است.
تیپ B با مضمون «اسپورت خالص با تیونینگ بالا» از روندهای صنعت تیونینگ و در طراحی خودروهای مفهومی فعلی الهام گرفته شده است که دارای سقف هرمی گلخانه‌ای بدون حرکت به سمت عقب ستون C است. این خودرو دارای فضای داخلی الهام گرفته از خودروی مسابقه ای بود، بر خلاف نوع A، ظاهر خشن و اسپارتان را هدف قرار می‌داد و تنها مدلی بود که دارای لولای درب جلو معمولی بود. دارای یک جفت چراغ جلو برجسته و صداخفه‌کن دوگانه بود.
تیپ C طراحی بدنه متمایزتری دارد، زیرا از نمونه‌اولیه مسابقات ورزشی اتومبیل‌رانی گروه C مزدا الهام گرفته شده است و از طرح رنگ آبی روی سفید و شماره‌ای که در خودرو مسابقات ۲۴ ساعته لمانز استفاده شده یود، استفاده کردند. دارای ورودی هوای بزرگتر از دو مورد قبلی است که به رادیاتور رو به جلو تهویه می‌شود و در امتداد لبه جلوی کاسه از آن خارج می‌شود. نشانه‌های طراحی زیادی برای یک مسابقه استقامتی وجود دارد، مانند آینه بال و دیسک چرخ‌های خنک‌کننده ترمز به سبک بی‌بی‌اس اتوموتیو در مقایسه با نوع B، این نسخه به مراتب اسپارتانه‌تر است.

#### پیش تولید
از آنجایی که این خودروها با استقبال خوبی از سوی بازدیدکنندگان و مطبوعات خودروسازی مواجه شد، مدیران مزدا تصمیم به تولید این خودرو گرفتند. اگرچه تیپ C در بین این سه مورد استقبال بهتری داشت، اما مدیران اجرایی به تیپ A چراغ سبز نشان دادند زیرا آنها معتقد بودند که از نظر تجاری بیشتر مورد قبول عموم خریداران خواهد بود. تیپ A قبل از تولید فقط یک تغییر طراحی جزئی دریافت می‌کند، زیرا چراغ‌های جلوی پاپ‌آپ به نفع واحدهای ثابت، صرفاً به دلایل استحکام ساختاری رها شده‌اند. دریچه هوای جلو، تغییر طراحی دیگری بود که قبل از تولید در خودرو ایجاد شد.
با این وجود تولید این خودرو سه سال طول کشید، زیرا تیم مهندسی چارچوب اسکلت داخلی خودرو را به فولاد تغییر داد تا امکان استحکام بیشتر را فراهم کند. طراحی داشبورد نیز تغییر کرد و ظاهری کمتر آینده‌نگر اما همچنان اسپورت داشت.
بسیاری از کارهای توسعه در بریتانیا انجام شد و تحت آزمایشات گسترده در میدان آزمایشی میلبروک، لوتوس انجام شد، علیرغم این واقعیت که این خودرو هرگز برای فروش در خارج از ژاپن در نظر گرفته نشده بود.

### تولید

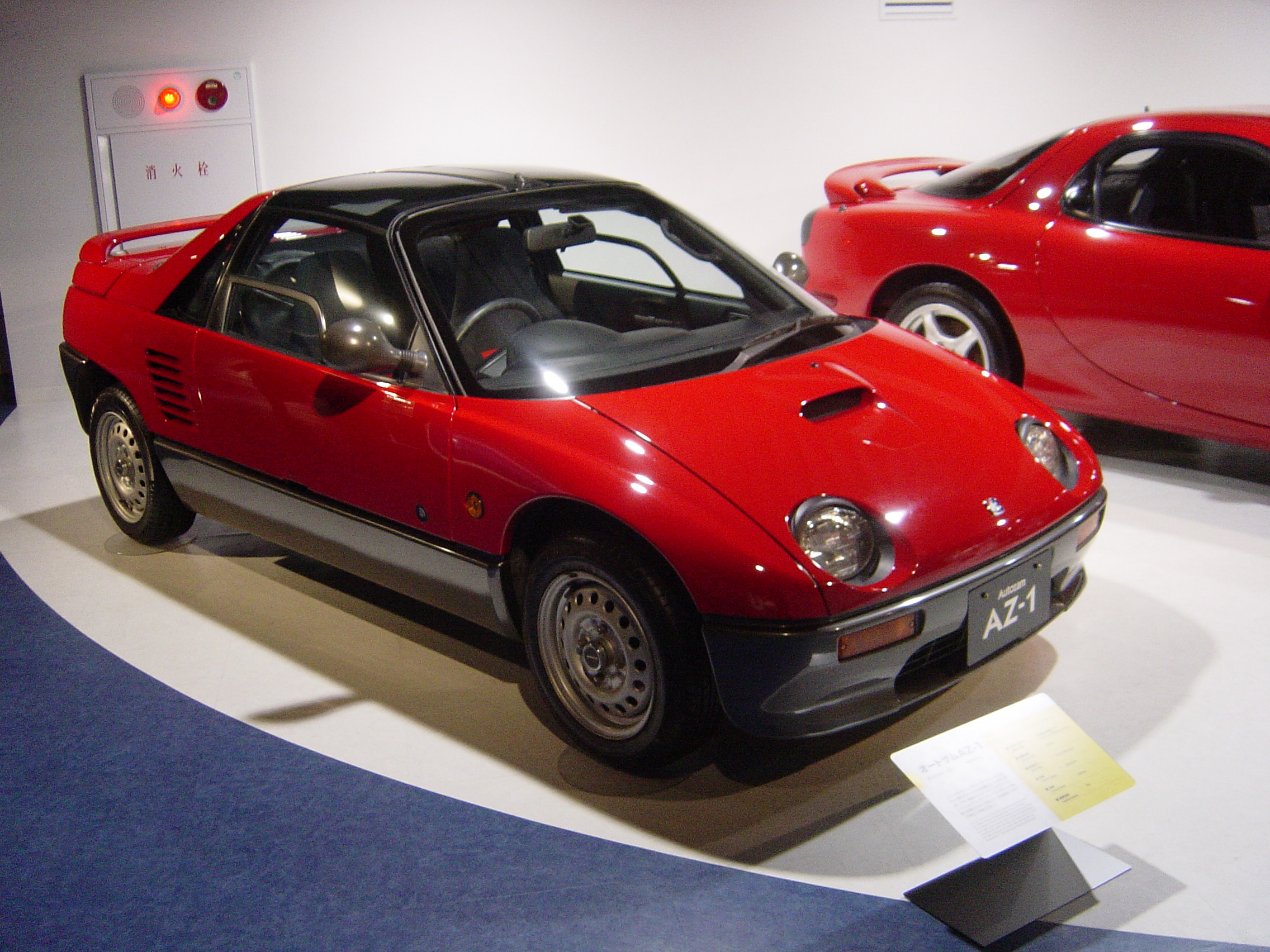
جلو

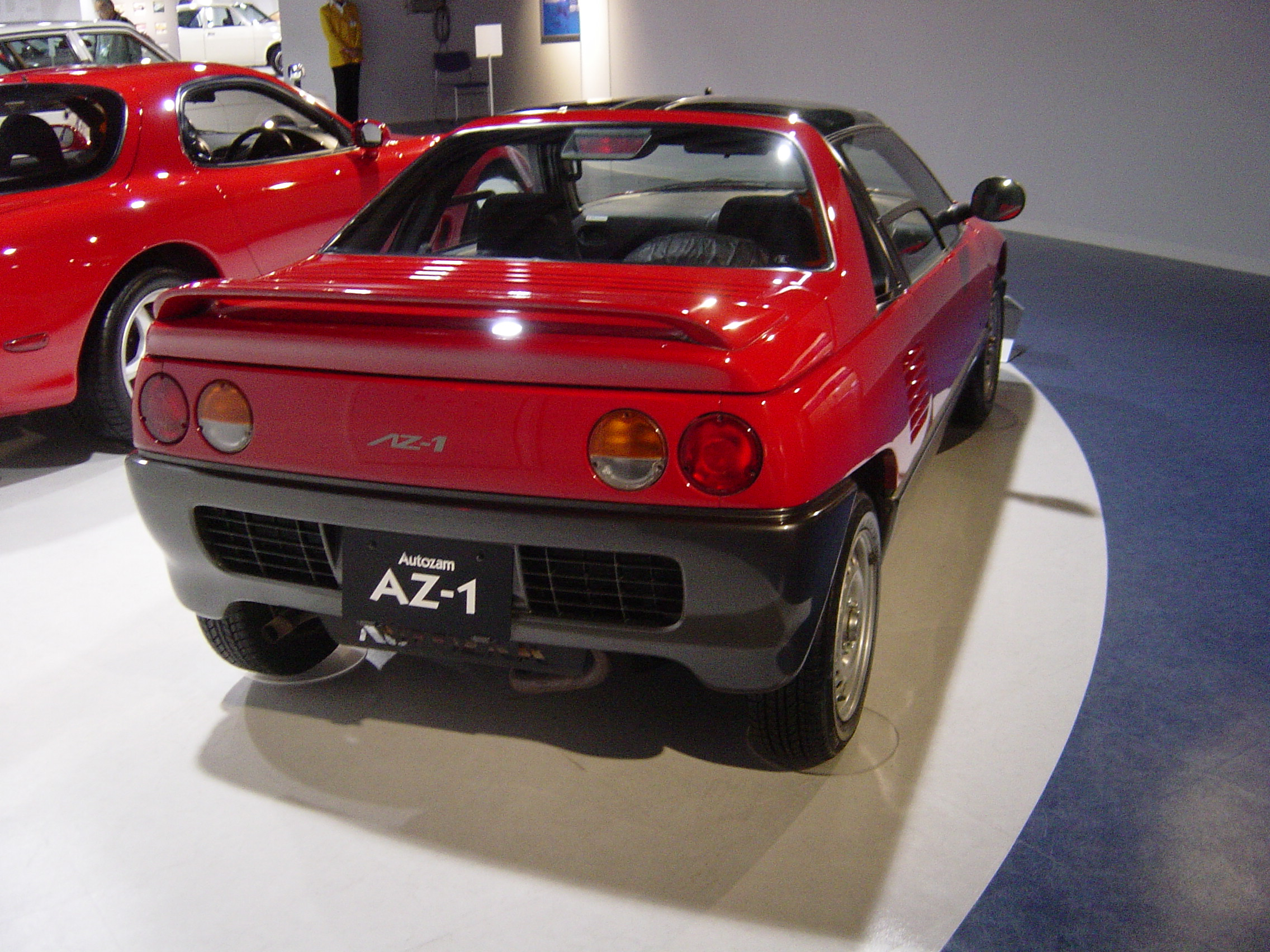
عقب

این خودرو در ژانویه ۱۹۹۲ با دو رنگ آبی سیبری و قرمز کلاسیک در دسترس خریداران قرار گرفت. هر دو رنگ با پنل‌های پایین خاکستری ونیزی عرضه شدند. هر خودرو از طریق نمایندگی اتوزم در ژاپن فروخته شد.
متأسفانه در زمان تولید خودرو، رکود اقتصادی در ژاپن به تازگی آغاز شده بود. با قیمت ۱٫۴۹۸ میلیون ¥ (معادل ۱۲٫۴۰۰ دلار) فروخته شد، کمی کمتر از یونوس رودستر بود، اما نسبت به رقیب خود یعنی هوندا بیت، ۱٫۳۸۸ میلیون ین و سوزوکی کاپوچینو با ۱٫۴۵۸ میلیون ین، ای‌زد-۱ بسیار بالاتر بود. در نظر گرفته شد که هم برای یک خودروی کی خیلی گران و هم خیلی تنگ است. این خودرو در بحبوحه رکود اقتصادی نتوانست در حد هدف ۸۰۰ عدد در ماه بفروشد. تولید این خودرو پس از سال بعد به پایان رسید، اما مزدا موجودی زیادی برای فروش داشت.
با تولید کل ۴۳۹۲ دستگاه خودرو در طول یک سال، به اضافه ۵۳۱ دستگاه خودرو سوزوکی کارا، در مقایسه با ۲۸٫۰۱۰ دستگاه خودرو کاپوچینو و ۳۳٫۶۰۰ دستگاه خودرو بیت (هر دو با تولید در نیمه دوم دهه ۱۹۹۰ میلادی).

## نسخه‌های جایگزین
مزدا در تلاشی برای جابه‌جایی موجودی‌های فروخته نشده، تلاش کرد تا نسخه‌های ویژه‌ای تولید کند. اولین بار گزینه تیپ L بود که دارای سیستم صوتی پیشرفته از جمله یک ساب‌ووفر در بوت بود. هیچ تغییری در نمای بیرونی خودرو ایجاد نشده است.

### مزدااسپید

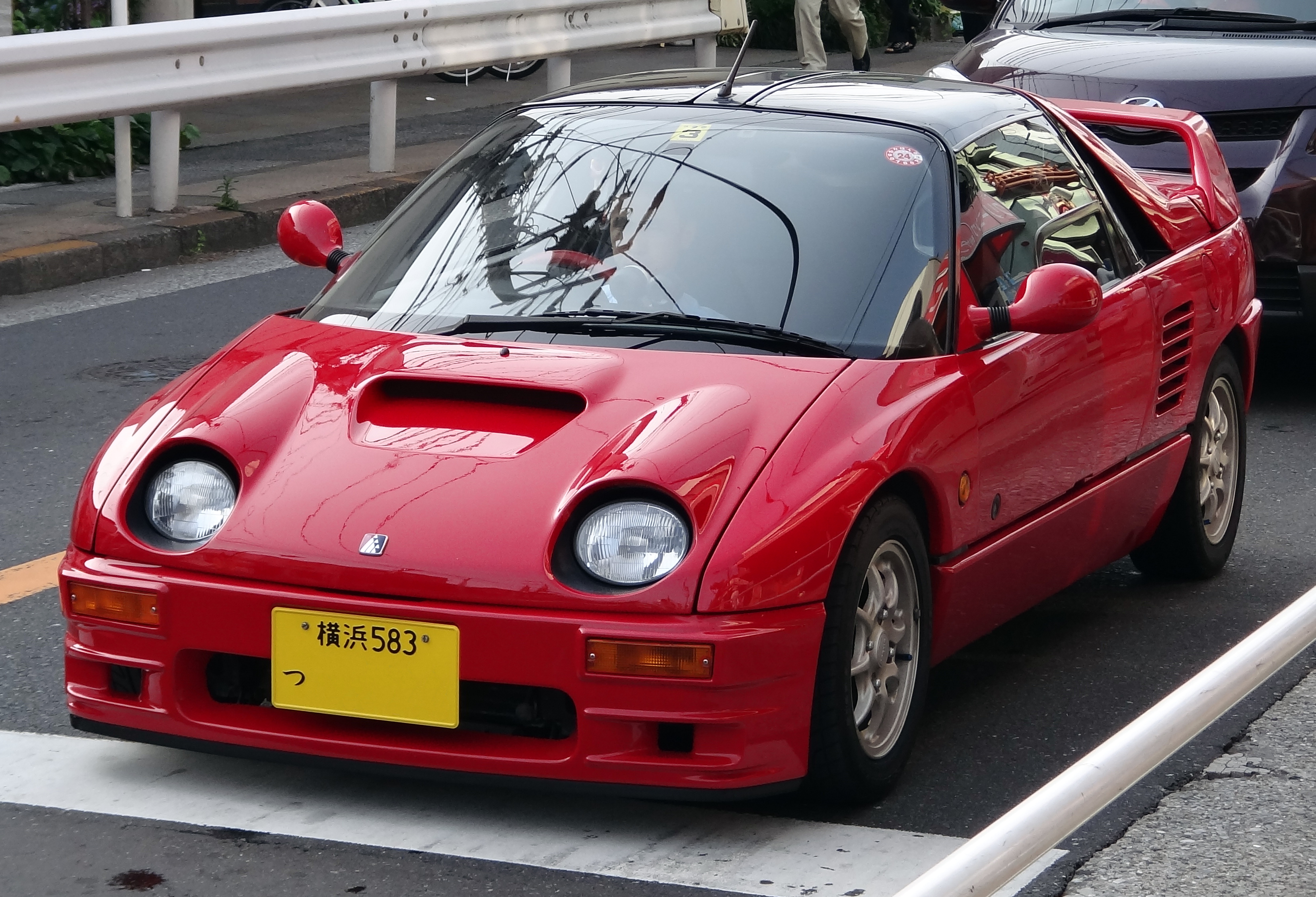
اتوزم ای‌زد-۱ مزدااسپید

مزدا همچنین نسخه مزدااسپید را برای نمایش قطعات موجود برای این خودرو معرفی کرد، ای-اسپک کیت بدنه دارای کاپوت پیشرفته، باله جلو و عقب است. برخلاف نسخه تولیدی، این خودرو در رنگ بدنه تمام قرمز یا آبی عرضه شد. همچنین با مجموعه‌ای از آپشن‌ها از جمله کمک‌فنر با مجموعه‌های فنری اسپورت، میله‌های استوانه‌ای برای جلو و عقب،  LSD مکانیکی، فیلتر هوای پیشرفته و یک صدا خفه‌کن فولادی ضدزنگ و سرامیکی عرضه شد. همچنین با نام تجاری خود از چرخ‌های آلیاژی به جای چرخ‌های فولادی استفاده شد.

### ام۲ (M2) ۱۰۱۵
برای سال ۱۹۹۴، ام۲ ۲۰۱۵ توسط ام۲ گنجانده شده نیز وجود داشت. متمایزترین قسمت خودرو، چراغ‌های مه‌شکن جلویی است که در کاپوت تعبیه شده و سپر جلو و بال عقب کاملاً جدید است. این خودرو در سه رنگ مختلف سفید، مشکی و نقره‌ای عرضه شد. مانند نسخه مزدااسپید، این خودرو کاملاً تک رنگ شده بود.
در ابتدا قرار بود تنها پنجاه دستگاه توسط ام۲ تولید شود و سپس از طریق نمایندگی‌های اتوزم فروخته شود. آنها بسیار محبوب بودند، تولید ادامه یافت و تخمین‌ها بین ۳۰۰–۳۵۰ دستگاه خودرو در نهایت فروخته شد. یک "ام۲ ۱۰۱۵" واقعی را می‌توان با نشان پشتی که نام نسخه را ذکر می‌کند، شناسایی کرد.

### سوزوکی کارا
سوزوکی کارا را در ویکی‌پدیای ژاپنی ببینید.

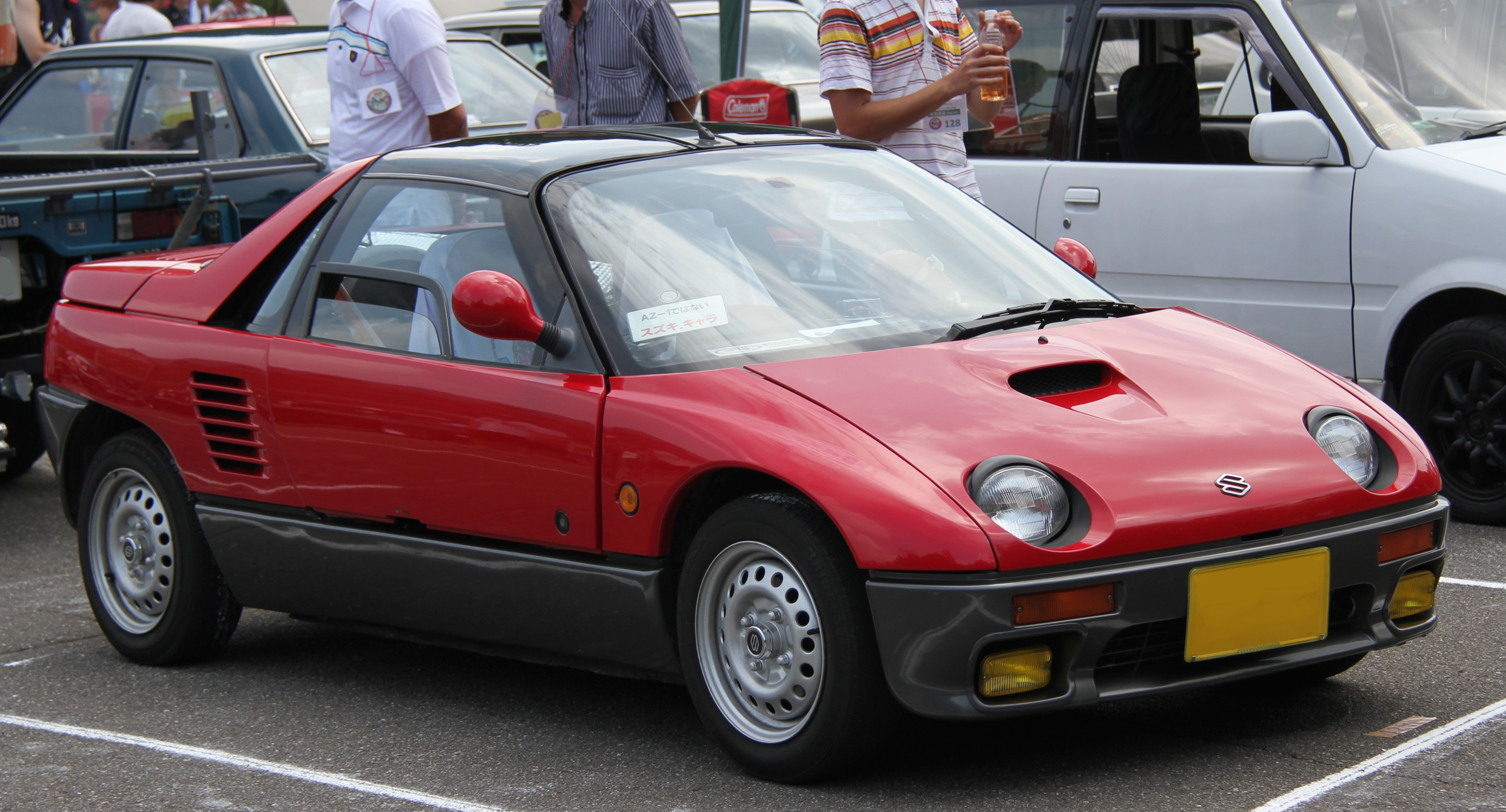
سوزوکی کارا (جلو)

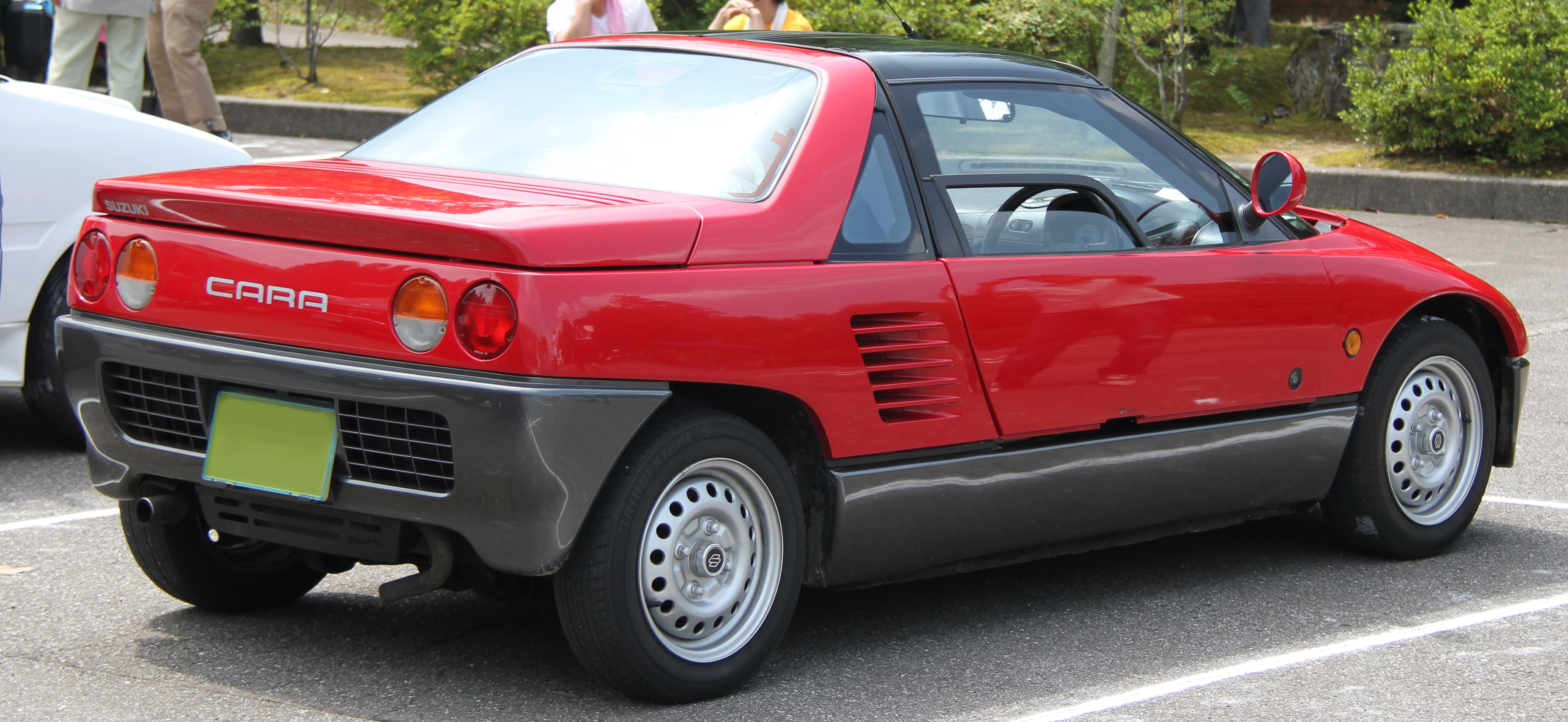
سوزوکی کارا (عقب)

ای‌زد-۱ نیز توسط سوزوکی به عنوان کارا فروخته شد و تنها با تغییرات جزئی از جمله اضافه شدن چراغ‌های مه‌شکن به بازار عرضه شد.